# Wandblaker

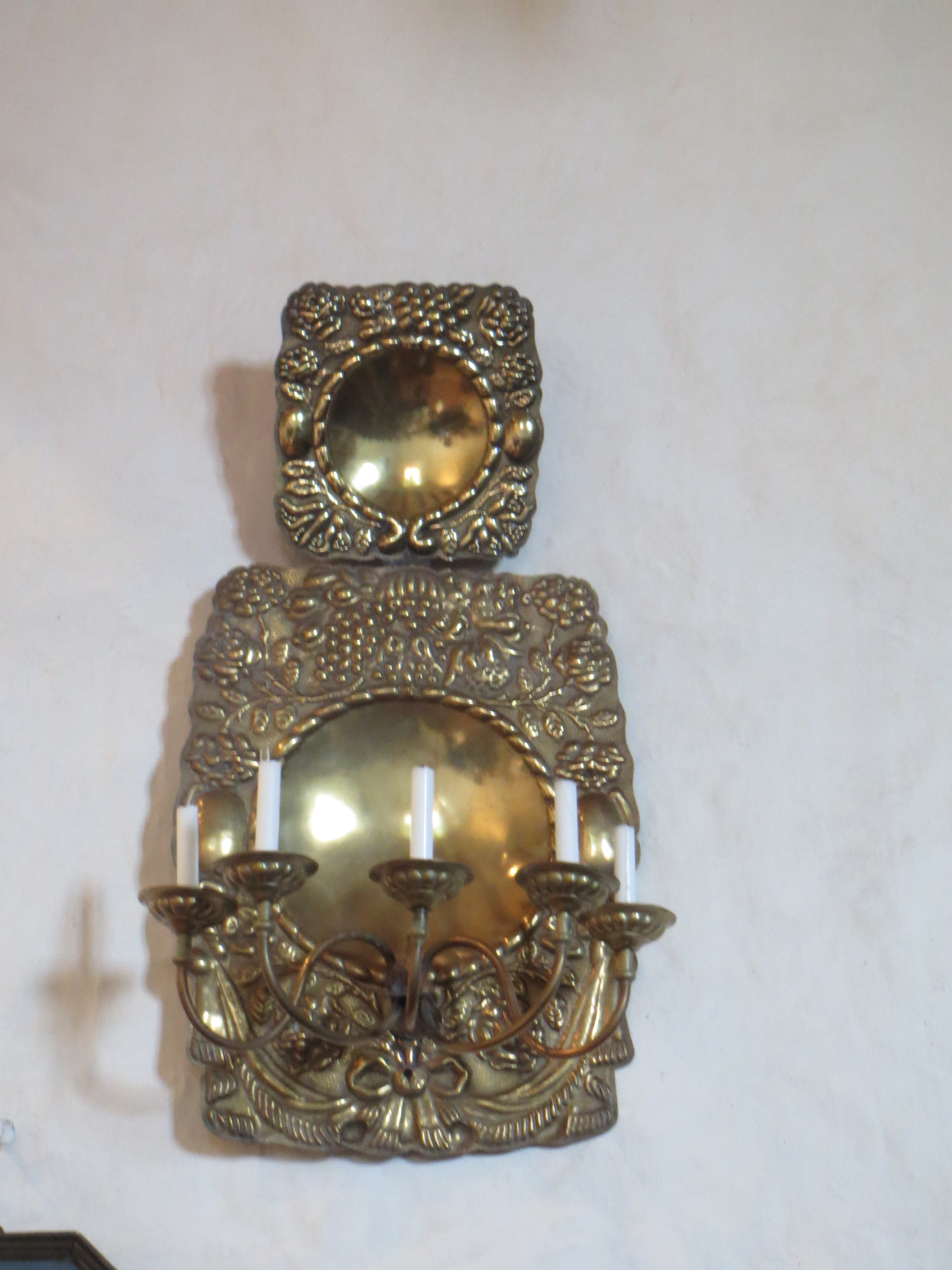
Messing-Wandblaker in der Kirche Groß Bünzow

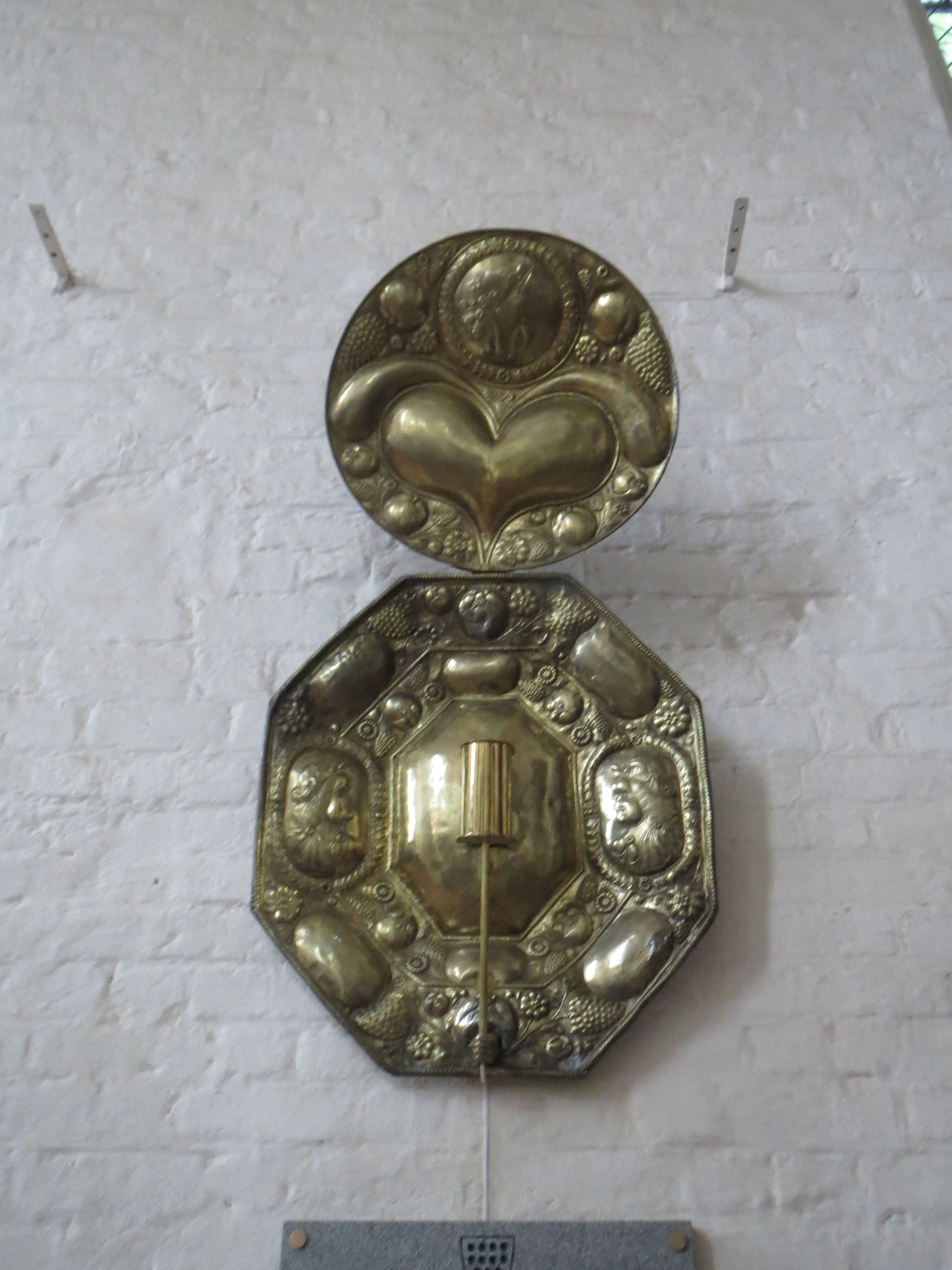
Messing-Wandblaker in der Stadtkirche St. Jakob und St. Dionysius (Gadebusch)

Wandblaker (veraltet auch Blacker) sind Halter für Kerzen oder Öllampen an den Wänden von Innenräumen. Besonderes Kennzeichen ist die polierte Wandplatte (in der Regel aus Messing), um das Licht in den Raum zu reflektieren und zugleich einen Feuerschutz für die dahinterliegende Wand zu bieten.

## Geschichte
Die meisten Blaker bestehen aus Messing, manchmal Kupfer, selten Silber, später auch Glas und Spiegel, später sogar aus Holz und Fayence.
Der Blaker ist seit dem 16. Jahrhundert nachweisbar. Vermutlich verbreitete er sich ausgehend von den Produktionsstätten der Dinanderien (Messinggeräten) an der Maas. Schwerpunkt seiner Verbreitung ist das nördliche Deutschland.
Im 17. Jahrhundert findet er sich als vorübergehende Mode in französischen Schlössern. Im 18. Jahrhundert verschwindet er allmählich – erst aus den Sälen des Adels, dann den Bürgerhäusern und wird im 19. Jahrhundert auch in den Bauernstuben vom Petroleumlicht und der Elektrizität verdrängt, um wenig später als beliebte und gern gefälschte Antiquität eine neue Karriere zu machen.

## Etymologie
Die Herkunft des Wortes „Wandblaker“ wurde laut Deutschem Wörterbuch der Brüder Grimm nach dem franz. plaque f. 'platte, wandleuchter' gebildet, und die länge des a (beruht) vielleicht auf Anlehnung an „blaken“ (norddeutsch): rußen, qualmen. Hier auch die Nebenbedeutung: „spiegelnde Metallplatte hinter einem Wandleuchter“. Ebenso ist auch die Verwendung von Blaker für tragbare Leuchter nur noch historisch.